# لیتا فورد
لیتا روزانا فورد (به انگلیسی: Lita Ford) از خواننده‌های بزرگ سبک موسیقی هارد راک دهه ۱۹۸۰ و ۱۹۹۰ است.
وی زاده انگلستان، اهل آمریکا، و ساکن دریای کارائیب است.
او دو فرزند دارد.